# Schiloto
Der Schiloto (bulgarisch Шилото, zu dt. die Ahle) ist ein Gipfel in der Erhebung (Kleingebirge) Tscherni Wrach. Die Erhebung wird als nördlichster Teil des Berglandes Bosna, Ausläufer des Strandscha-Gebirges angesehen und befindet sich zwischen dem Burgas-, dem Mandra-See und der Nehrung Komluka, welche die Seen vom Schwarzen Meer trennt. Der Gipfel ist der höchste Punkt der Stadt Burgas unweit des Viertels Meden Rudnik. Der Blick reicht über die Burgasebene bis zum Balkangebirge im Norden, die gesamte innere Bucht von Burgas im Westen, den Mandra-See, die Hügelkette Meden rid mit dem Gipfel Bakarlak und das Strandscha-Gebirge im Süden und Südwesten sowie bis zu den Chisaro-Bakadschizi-Erhebungen im Westen.

## Geschichte und Archäologie

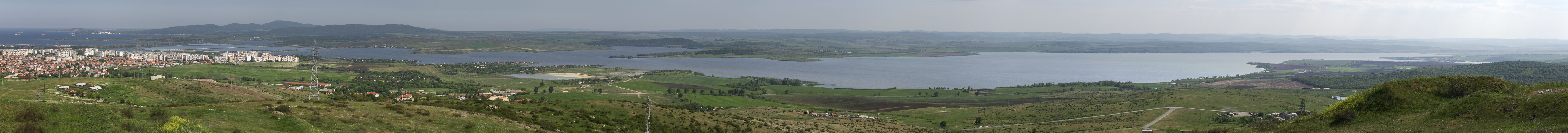
Blick vom Schiloto in südlicher Richtung: Meden Rudnik (rechts), der Mandra-See, das Naturschutzgebiet Usungeren und das Strandscha-Gebirge im Hintergrund.

Auf dem Gipfel befand sich in der Antike eine thrakische Residenz und eine wichtige Kultstätte, die Apollon Karneios geweiht war. Archäologische Funde belegen eine Besiedlung ab der Frühen Kupfersteinzeit bis zur römischen Zeit. Es wird angenommen, dass die Fürsten, die auf dem Gipfel residierten, das Territorium westlich der griechischen Poleis von Apollonia und Mesembria beherrschten und mit ihnen regen Handel betrieben.
Eine altgriechische Inschrift aus der Mitte des 3. Jahrhunderts v. Chr., die in Sladkite kladenzi im heutigen Stadtteil Pobeda gefunden wurde, besagt, dass Raiskuporis, Sohn des Königs Kotys, der als Geisel geschickt wurde, nach dem Ablauf der Zeit in der Stadt blieb. Einige Forscher wie Iwan Karajotow bringen diese Inschrift mit der thrakischen Residenz in Verbindung und nehmen an, dass der Hafen und die thrakische Siedlung in der Gegend Sladkite kladenzi, die vom 6. bis ins 2. Jahrhundert v. Chr. als Emporion (Markt) von Apollonia diente, der Residenz auf dem Schiloto unterstand. Auch die thrakischen Siedlungen bei den späteren Bädern Aquae Calidae, im heutigen Stadtteil Isgrew und am Kap Akrotir, südwestlich von Anchialos (heute Pomorie) könnten unter der Herrschaft der Fürsten vom Schiloto gestanden haben.
Bei Ausgrabungen wurden lokale griechische und Importkeramik sowie Silbermünzen des odrysischen Königs Kotys I. (383/2-360/59 v. Chr.), eine Bronzemünze des Königs Mostis (125-86 v. Chr.) sowie eine größere Anzahl von Silber- und Bronzemünzen aus Apollonia und Mesembria gefunden. 2000 entdeckte Petia Kijaschkina ein Votivrelief eines Thrakischen Reiters und eine Statue von Apollon Kitharoidos.